# مونيك كولمان

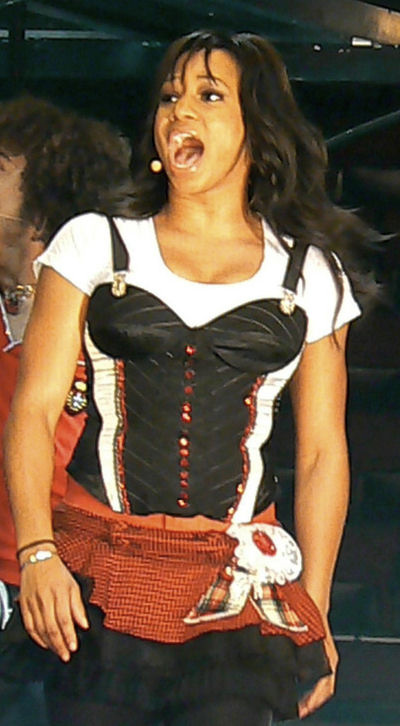
مونيك كولمان

ادرين مونيك كولمان هيلشيري المعروفة بمونيك كولمان ولدت في (13 نوفمبر 1980) في أورنجبرورج، كارولينا في الولايات المتحدة الأمريكية، ممثلة ومغنية أمريكية، اشتهرت دورها في الفيلم الغنائي (بالإنجليزية: هاي سكول ميوزيكال)‏ الذي قدمته قناة ديزني.

## وصلات خارجية
- مونيك كولمان على موقع IMDb (الإنجليزية)
- مونيك كولمان على موقع روتن توميتوز (الإنجليزية)
- مونيك كولمان على موقع ألو سيني (الفرنسية)
- مونيك كولمان على موقع ميوزك برينز (الإنجليزية)
- مونيك كولمان على موقع أول موفي (الإنجليزية)
- مونيك كولمان على موقع قاعدة بيانات الأفلام السويدية (السويدية)
- مونيك كولمان على موقع إن إن دي بي (الإنجليزية)
- مونيك كولمان على موقع أول ميوزيك (الإنجليزية)
- مونيك كولمان على موقع ديسكوغز (الإنجليزية)
- مونيك كولمان على موقع قاعدة بيانات الفيلم (الإنجليزية)